# Siphonoperla ottomoogi
Siphonoperla ottomoogi är en bäcksländeart som beskrevs av Alfred Byrd Graf 2008. Siphonoperla ottomoogi ingår i släktet Siphonoperla och familjen blekbäcksländor. Inga underarter finns listade i Catalogue of Life.